# The Greek Interpreter
The Greek Interpreter ou The Adventure of the Greek Interpreter (em português: O intérprete grego ou A aventura do intérprete grego) é um conto da série de Sherlock Holmes publicado no livro Memórias de Sherlock Holmes, na qual o Dr. Watson toma conhecimento do irmão de Sherlock Holmes, Mycroft Holmes. O conto foi publicado pela primeira vez na Strand Magazine em setembro de 1893, com 8 ilustrações de Sidney Paget.
Essa história é famosa por ser a principal fonte de estudos sherlockianos a respeito da família de Sherlock Holmes. Ficamos sabendo que seus antepassados
pertenciam à nobreza do campo e que sua avó era irmã de Vernet, o artista francês. Além disso, travamos conhecimento com seu irmão sete anos mais velho, Mycroft Holmes, que poderia ser "o maior criminologista que jamais existiu", já que seu poder de dedução e observação é ainda superior ao do irmão, só que ele "não é ambicioso e não tem energia." Além disso, no início do conto Watson aborda a personalidade do detetive, "um cérebro sem coração, tão desprovido de
simpatia humana quanto fértil em inteligência". Neste conto, é desvendado o mistério que envolveu um vizinho que mora no mesmo prédio de Mycroft, o poliglota sr. Melas, que ganhava a vida como intérprete de grego em tribunais, já que a Grécia era sua terra natal, e também como guia de orientais abastados.

## Enredo
Caminhando pelas ruas, Sherlock Holmes e Dr. Watson chegam ao Diogenes Club, onde o médico conhece o irmão de Holmes, Mycroft Holmes. O detetive conhece então o Sr. Melas, um grego que trabalha como intérprete desse idioma, e que foi contratado para um estranho serviço. Melas foi levado a contragosto, e sem poder ver aonde estava indo, a uma casa distante onde, a mando dos contratantes, teve de fazer perguntas a um grego, Paulo Kratides, mantido lá como prisioneiro, com o rosto recoberto de esparadrapo. Uma moça, que surge na sala, reconhece o grego. O teor das perguntas e também das respostas levou Melas a pedir o auxílio de Holmes. Com base no relato do sr. Melas, Watson formula a hipótese de que a moça grega teria fugido com um inglês e seu irmão, vindo à Inglaterra para tentar levá-la de volta, acabou caindo prisioneiro desse inglês, que quer obrigá-lo a transferir a fortuna da moça para seu nome. O que leva Holmes a exclamar: " Excelente, Watson! Creio que não está muito longe da verdade."